# Нижнее Шеховцово
Нижнее Шеховцово — деревня в Золотухинском районе Курской области Российской Федерации.
Деревня находится в 17 км от г. Курска. Деревенька была некогда частью Зиборовского сельсовета, рядом (500 м) д. Зиборово, от которой идет хорошая асфальтная 14-километровая дорога к местечку Свобода, где находится главная святыня региона — мужской монастырь в честь найденной на этом месте иконы Богородицы Курская Коренная. Рядом проходит грунтовая 7-километровая дорога до д. Курасово-2, по которой можно проехать в сухую погоду из Курска в монастырь Курской Коренной, коротким путем из (новостроек Дериглазово) мкр. Северный г. Курска.